# Monasterio de Andechs
El monasterio de Andechs (en alemán: Kloster Andechs) o abadía de Andechs es una abadía benedictina del municipio de Andechs, en la Alta Baviera (al sur de Baviera y de Alemania). Es famoso por su iglesia de estilo Rococó (1712) y su cerveza, así como por los restos del compositor Carl Orff (1895-1982), autor de obras como Carmina Burana, que yacen en el interior de su capilla. Como resultado, el monasterio sigue siendo a día de hoy uno de los destinos favoritos de peregrinos procedentes de todo el país.

## Historia

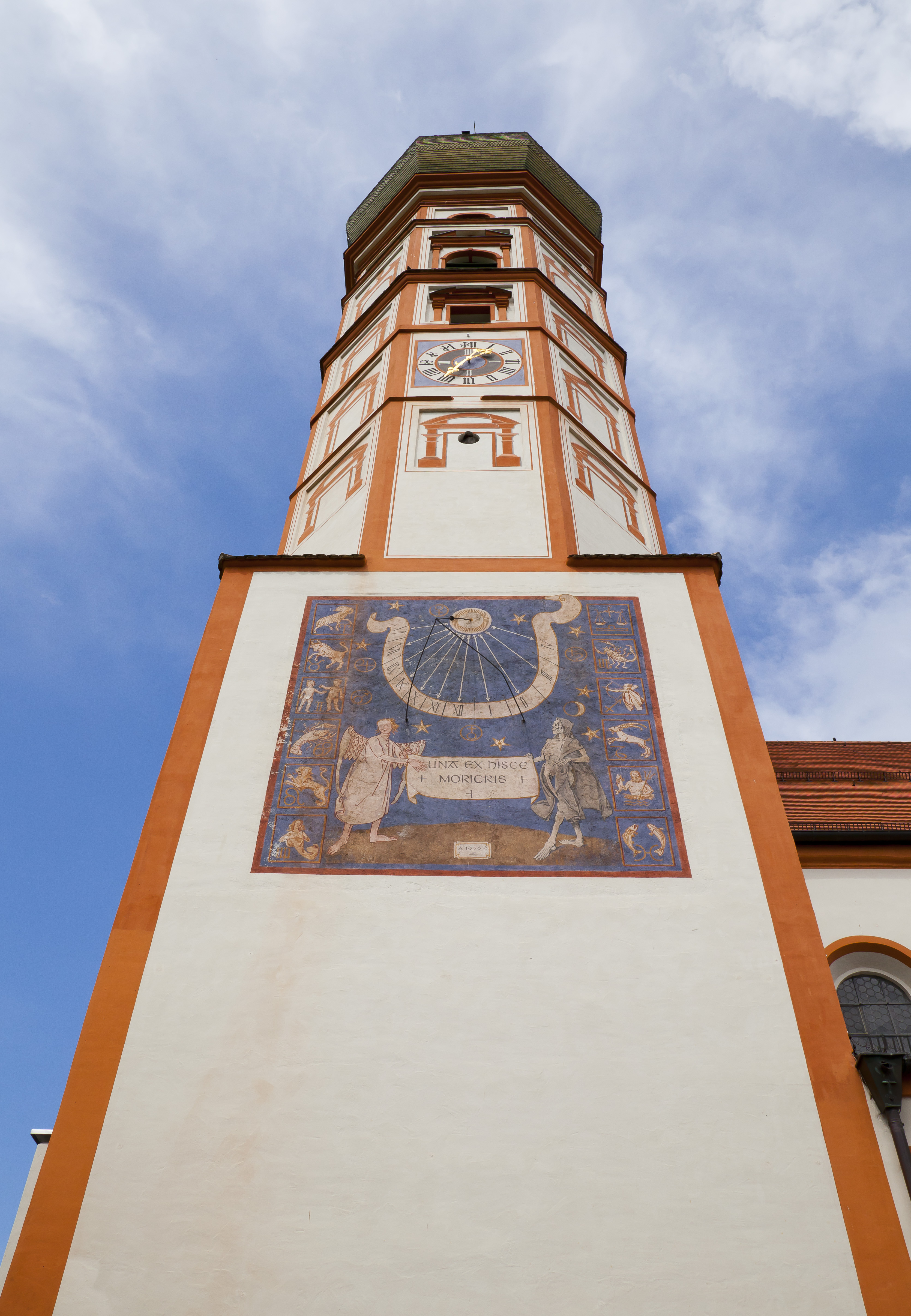
Vista del campanario desde la base.

El sitio de Andechs estuvo ocupado originalmente por un castillo que pertenecía a los condes de Diessen en el lago Ammer, pasando al principio a manos de los poderosos condes de Diessen-Andechs entre 1135 y 1180. En 1132 los condes decidieron donar su cuna ancestral a la Santa Sede (Iglesia católica) y dejar Andechs, tras lo cual el dominio pasó a los duques de Andechs-Meranien de 1180 a  1248, al extinguirse su línea dinástica.. 
Otto II de Andechs fue obispo de Bamberg entre 1177 y 1196. Y en 1208, cuando Felipe de Suabia, rey de los alemanes, fue asesinado en Bamberg por Otón VIII de Wittelsbach, los miembros de la casa de Andechs estuvieron implicados, por lo que el castillo en Andechs fue arrasado antes de que la familia fuera rehabilitada.
Otro de los personajes importantes relacionados con la localidad fue Santa Eduviges de Andechs (aprox. 1174 - octubre de 1243), una de los ocho hijos de Bertoldo IV, conde de Diessen-Andechs y duque de Istria. De sus cuatro hermanos, dos se convirtieron en obispos, Ekbert de Bamberg (1203-1231) y Bertoldo patriarca de Aquilea, Otto sucedió a su padre y llegó a ser duque de Dalmacia, y Enrique se hizo Margrave de Istria. De sus tres hermanas, Gertrudis de Andechs-Meran (1185 – 24 de septiembre de 1213) fue la primera esposa de Andrés II de Hungría y madre de Santa Isabel de Hungría; Matilde llegó a ser Abadesa de Kitzingen, mientras que Inés, una belleza famosa, fue la esposa ilegitima de Felipe Augusto de Francia en 1196, tras repudiar a Ingeborg, su esposa legitima; pero esta fue a su vez repudiada en 1200, después de que el papa Inocencio pusiera en entredicho su reinado en Francia por no respetar la sagrada institución del matrimonio (un ejemplo posterior de esto mismo se dio con Enrique VIII, que no se retiró y decidió crear su propia Iglesia, la Anglicana). Cuando desaparecieron los duques de Andechs-Meran en la línea masculina directa en 1248, la región entera fue anexionada a la diócesis de Bamberg. La historia de la casa de Andechs fue escrita por el historiador-estadista barón José Hormayr y publicada en 1796.

## El monte santo

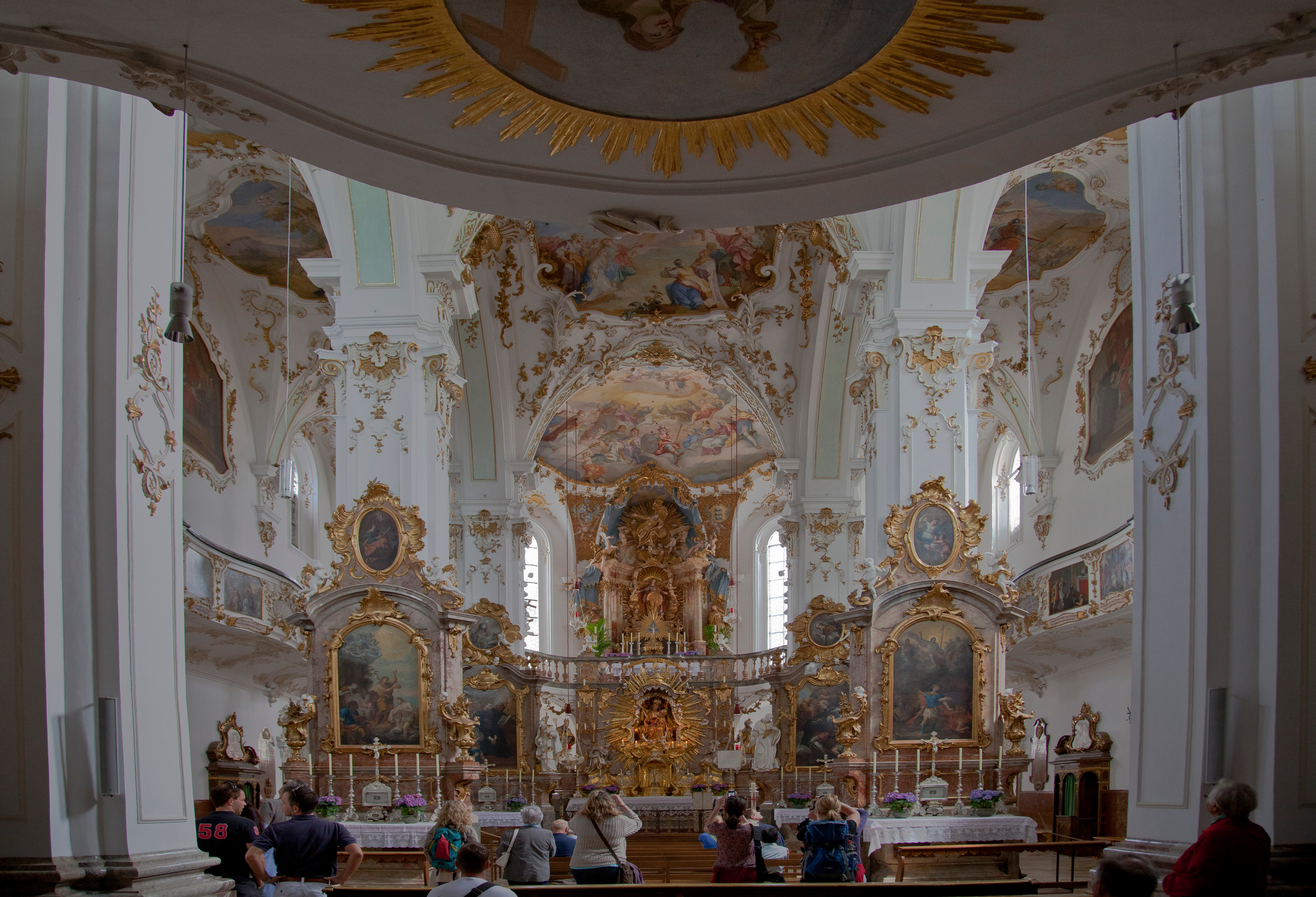
Interior de la iglesia del monasterio.

En 955 las reliquias que Rasso, conde de Diessen, había traído de Roma y Tierra Santa a su monasterio en Wörth (llamado más tarde Grafrath) se trajeron a este sitio para preservarlas de los saqueos de los húngaros. Más adelante, en el siglo XII, tres anfitriones santos fueron agregados a las reliquias en el “heiliger Berg”, dos de los cuales fueron santificados por el papa Gregorio Magno y otro por el papa León IX. Esto motivó la llegada de los primeros peregrinos a Andechs, siendo ya documentados los peregrinajes en 1138, cuando el conde Bertoldo II ordenó a sus súbditos que hicieran la peregrinación para venerar las reliquias en la capilla de San Nicolás, perteneciente al castillo. 
La iglesia de gótico tardío fue erigida por el duque Ernesto I (1392-1438) en 1423 y convertida en monasterio benedictino por el duque Alberto III en 1455 con monjes de la abadía de Tegernsee. En 1458 fue convertida en abadía, y a partir de entonces gozó de un período de prosperidad casi ininterrumpida. Remodelada totalmente en estilo barroco (rococó) en 1712, el Hofmark Erling (Heiliger Berg de Andechs) fue una muestra de esta prosperidad hasta su secularización en 1803. Refundada en 1850 como priorato benedictino afiliado a la abadía de San Bonifacio en Múnich, la abadía, con su iglesia datada del siglo XVIII y su espléndido órgano, sigue atrayendo a peregrinos y turistas y conserva su actividad religiosa.
Se puede seguir degustando su cerveza en un amplio local, dentro del cual existe la irónica máxima "Zum Singen, in Singverein", es decir, si quieres cantar, vete a un coro.

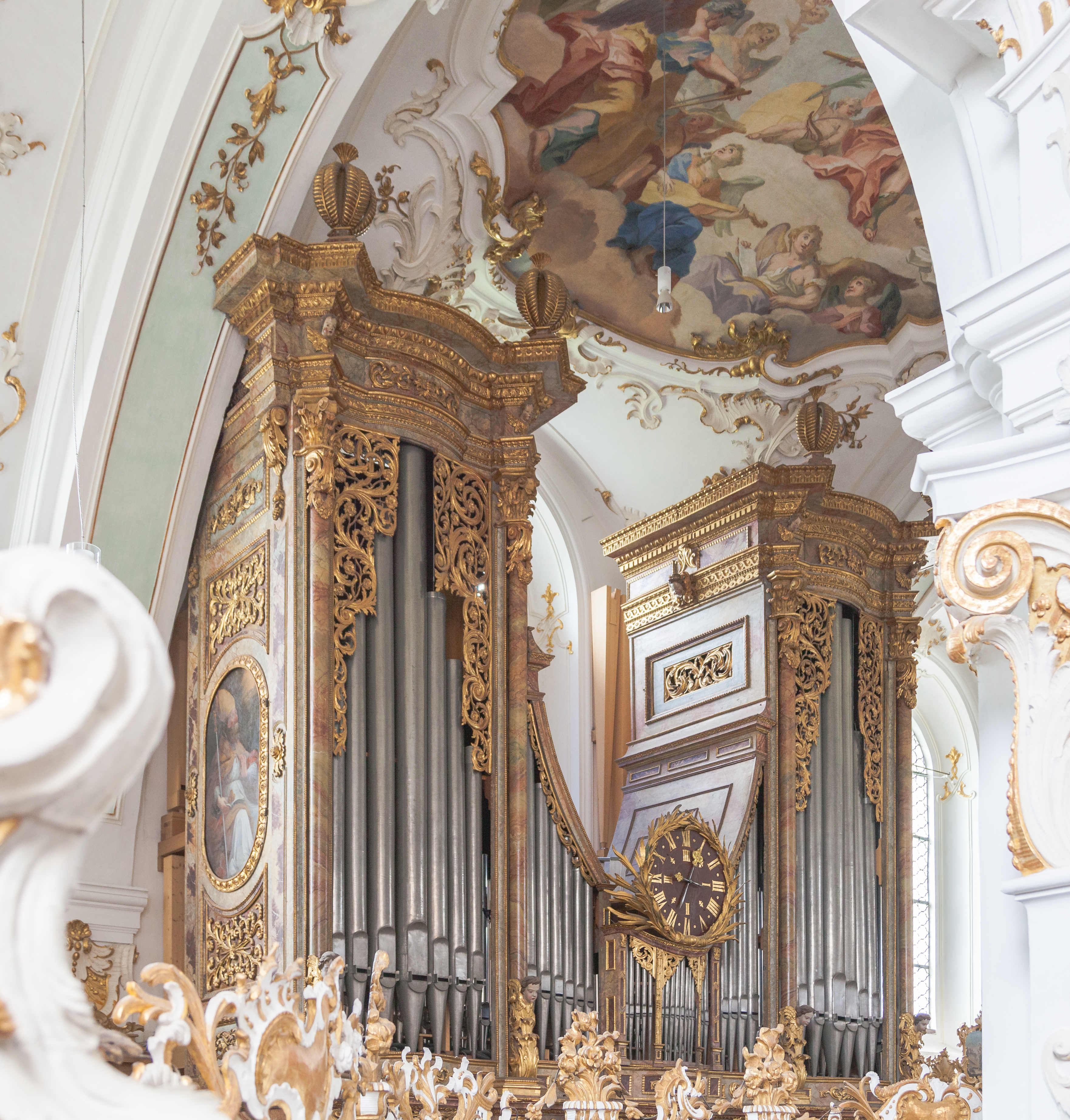
Órgano.

## El órgano
El órgano actual es de nueva construcción, de año 2005, inaugurado el domingo 24 de abril por el antiguo empleado federal Odilo Lechner. Ya en 1982 fue contratado por medio de un dictamen oficial, pues el primero órgano de 1965 ya no tenía una sonoridad y calidad satisfactorias. Desde este mismo momento ya había uno nuevo en mente. Fue finalmente ofrecido para el jubileo del monasterio y de la Iglesia del 2005 (750 aniversario), y la costosa construcción se empezó. Como constructor del órgano se escogió la empresa de Jann Thomas de Laberweinting-Allkofen de Ratisbonda. El instrumento muestra 34 registros, que son de los que tres teclados y el pedal. El registro fue tomado del instrumento predecesor del siglo XVIII.

## Galería de imágenes

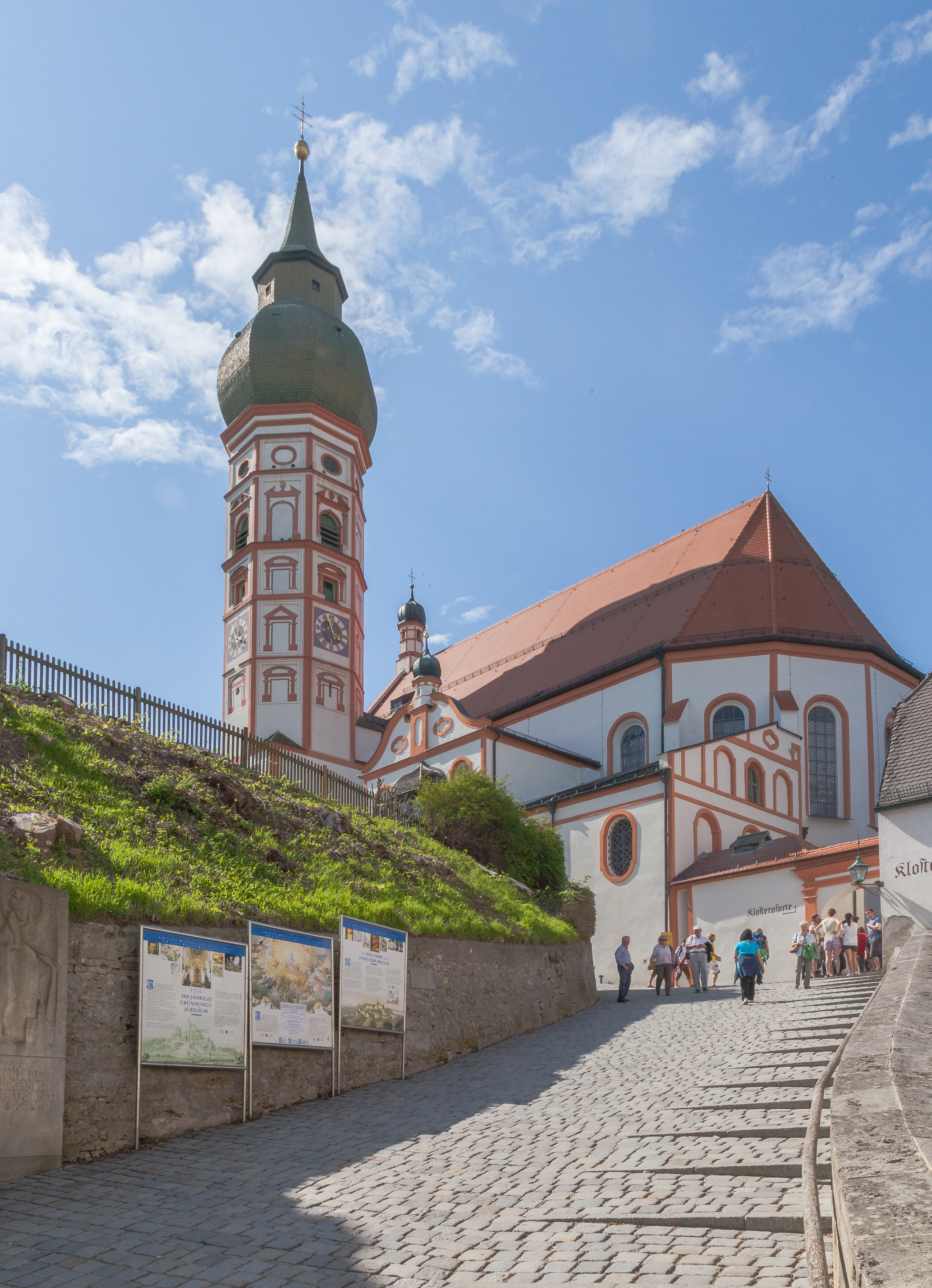
Campanario y nave.
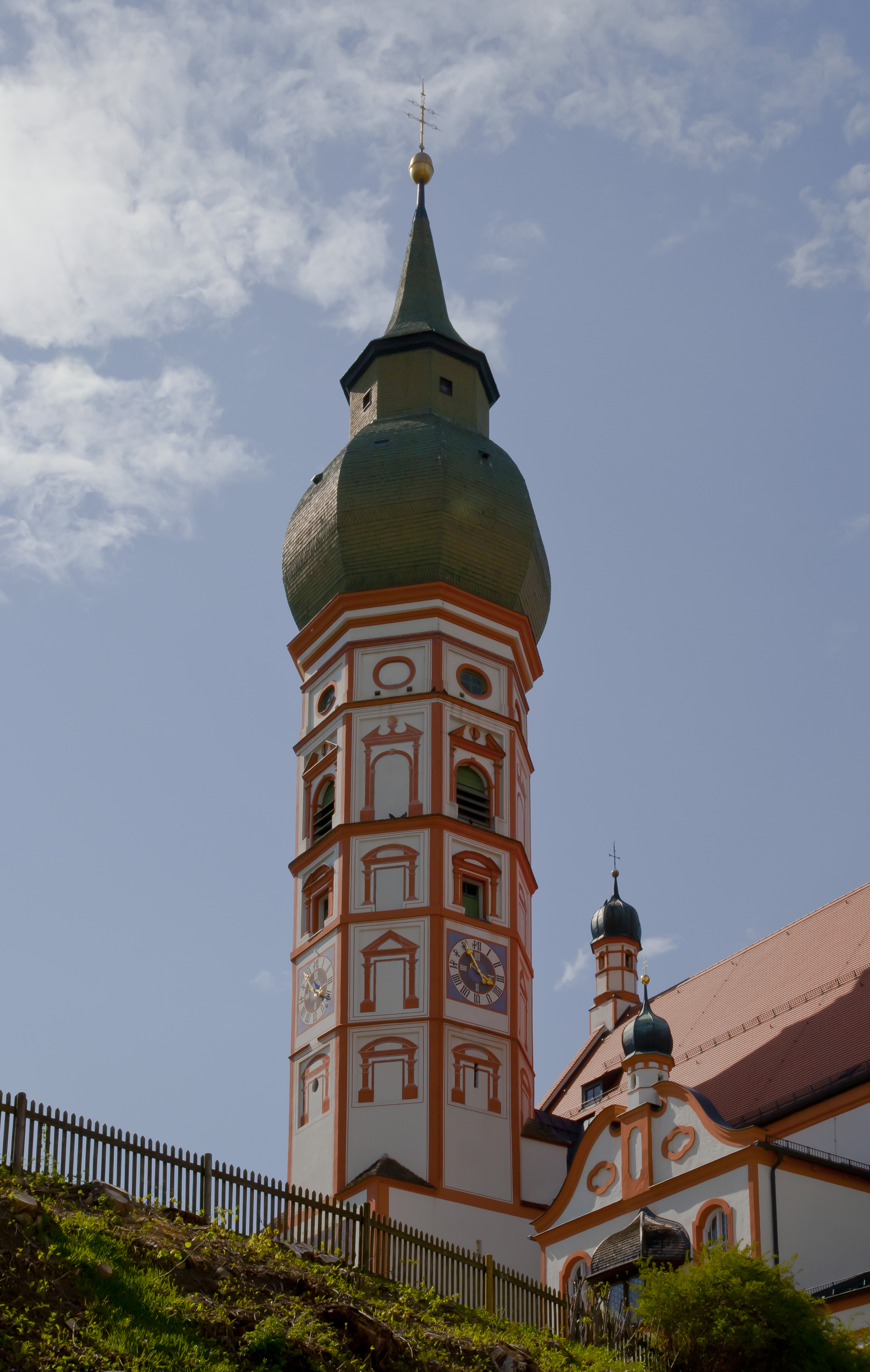
Campanario
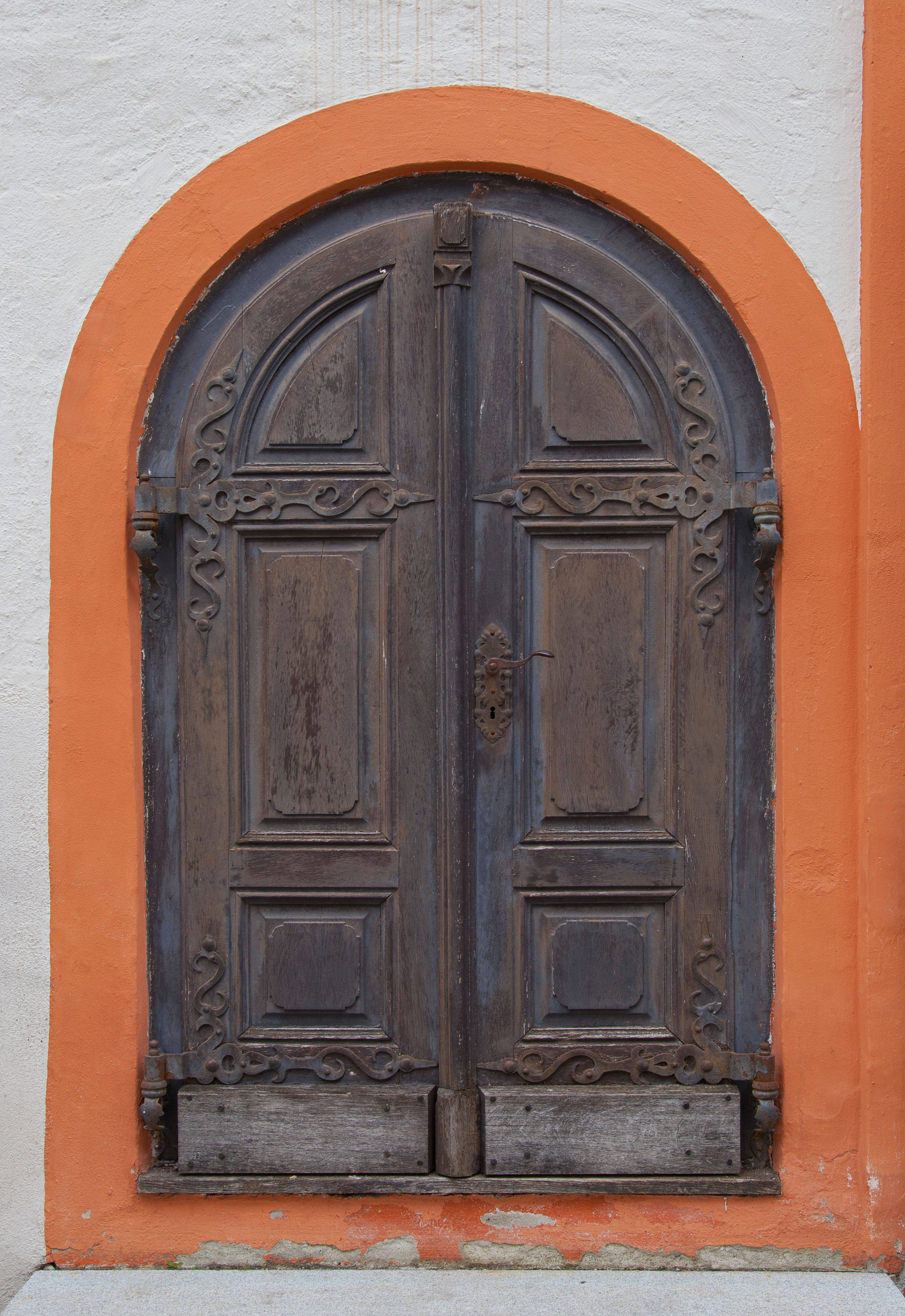
Portón
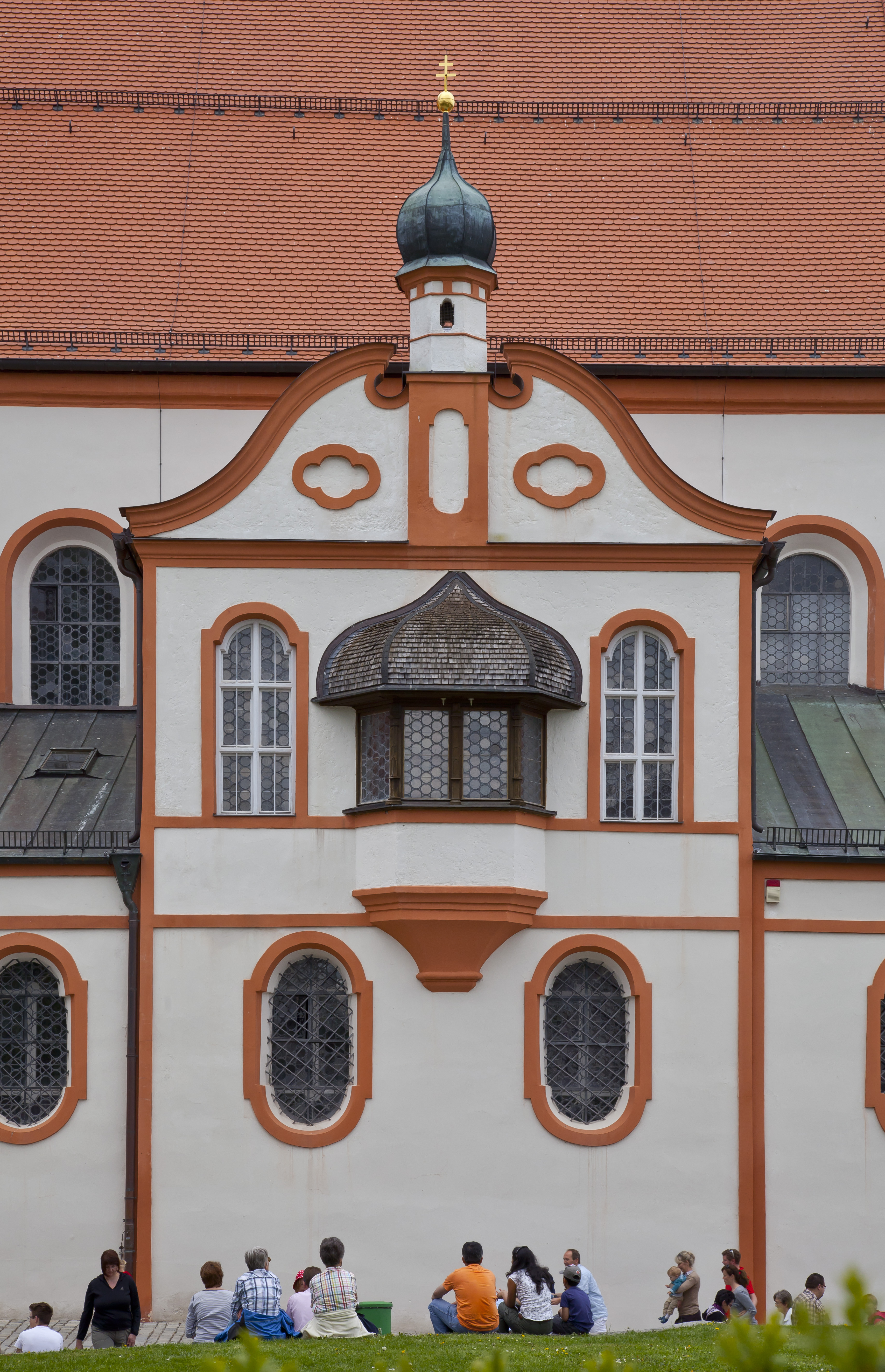
Exterior, vista lateral.
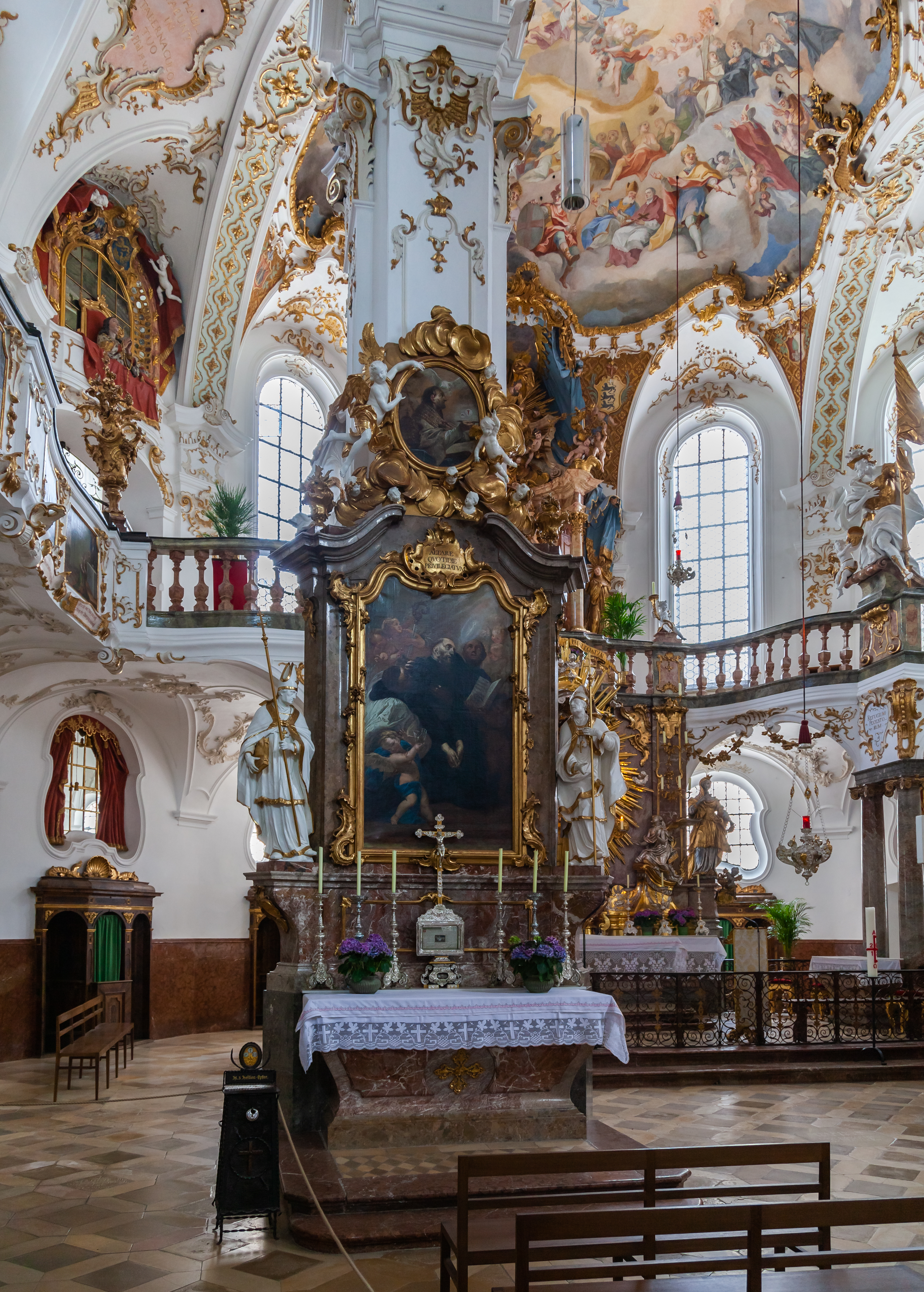
Altar.
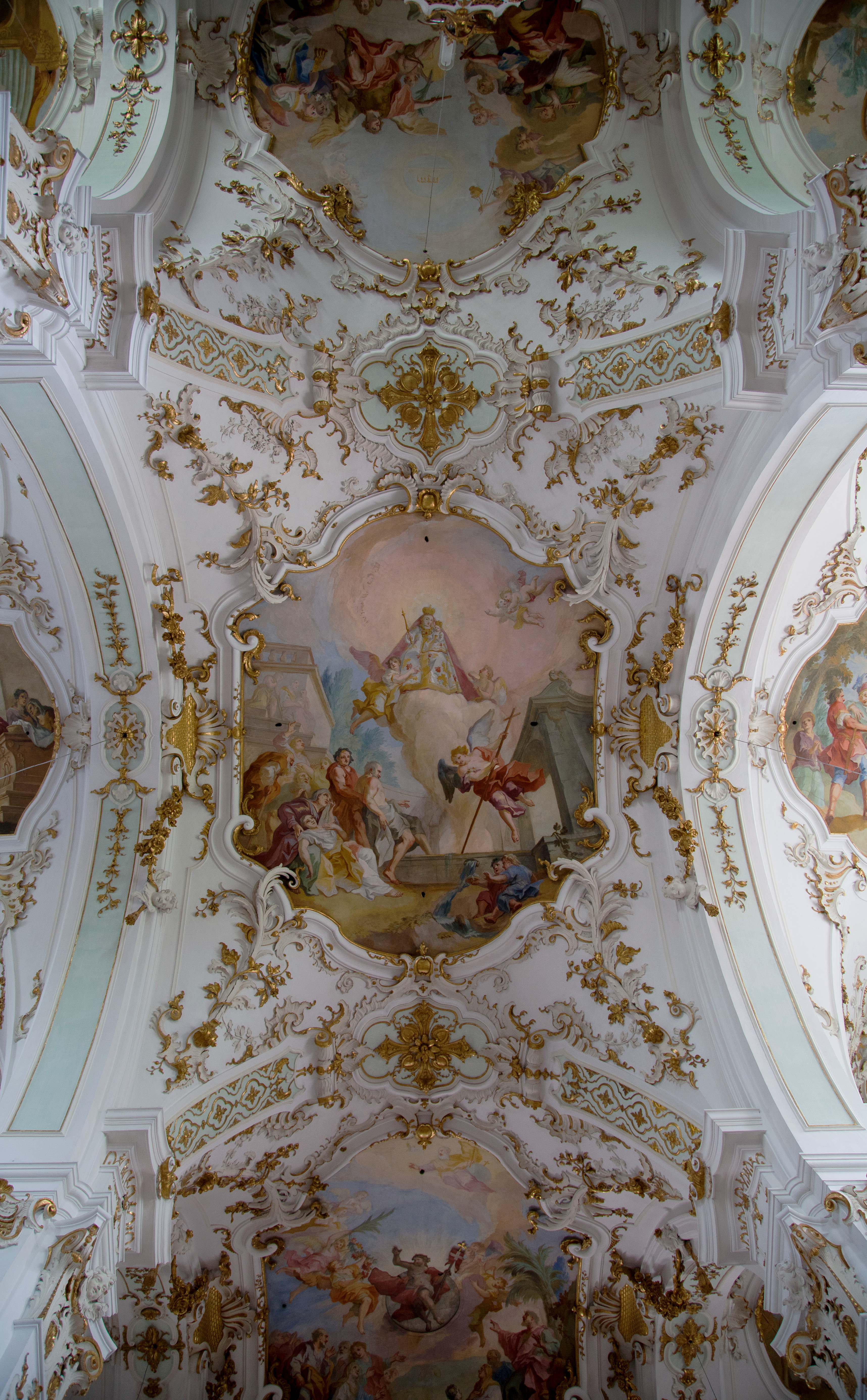
Cúpula.
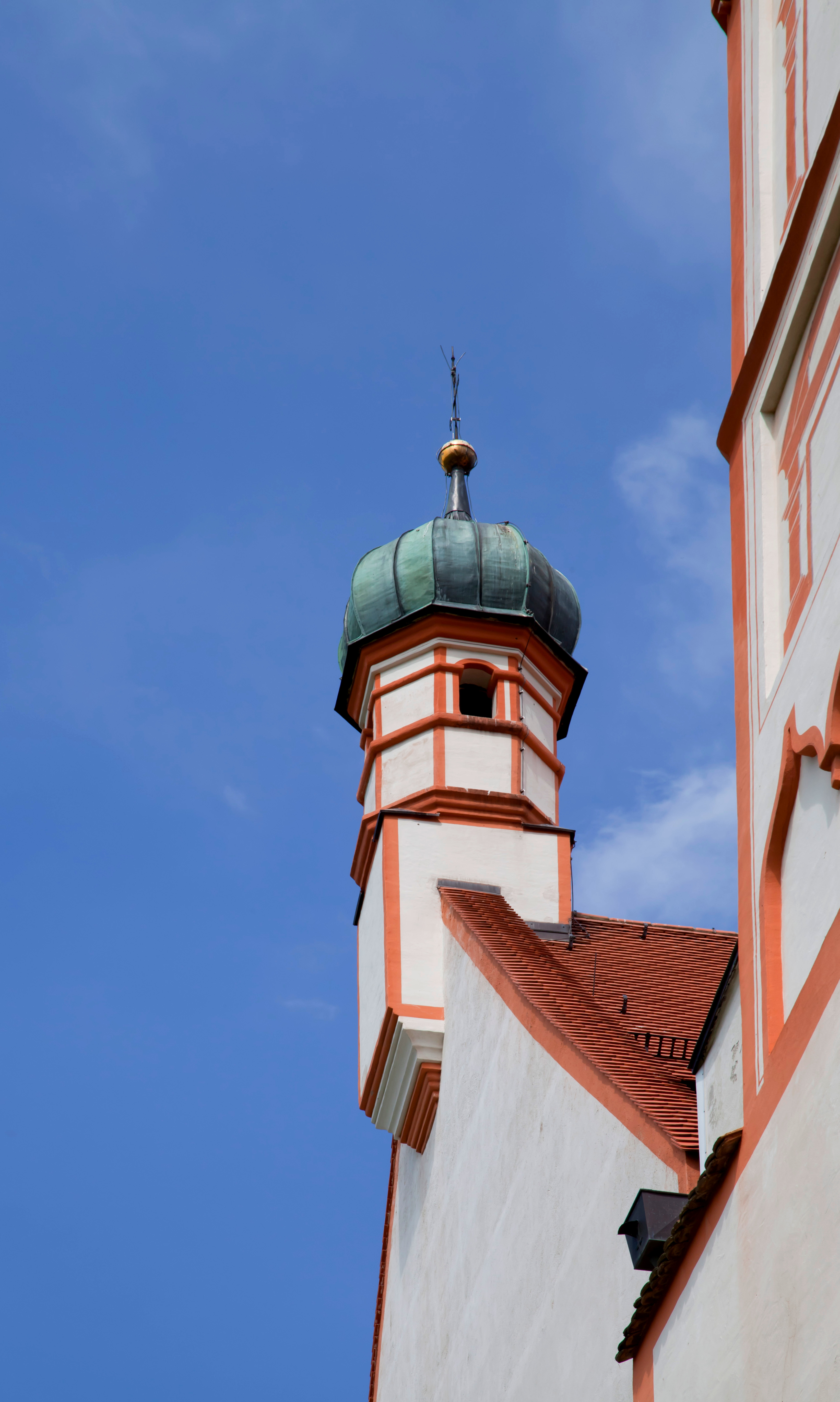
Torreón.
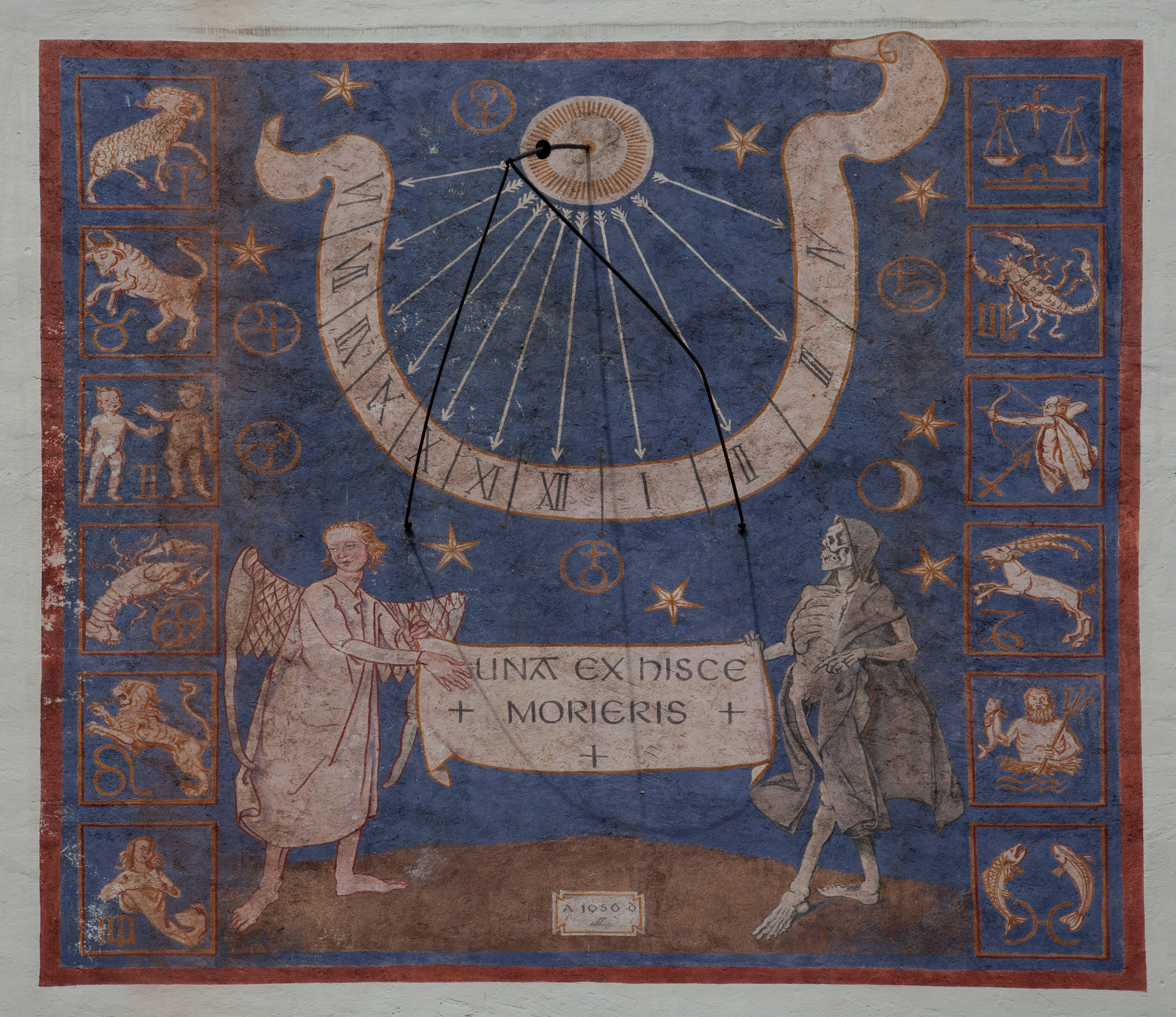
Reloj solar.
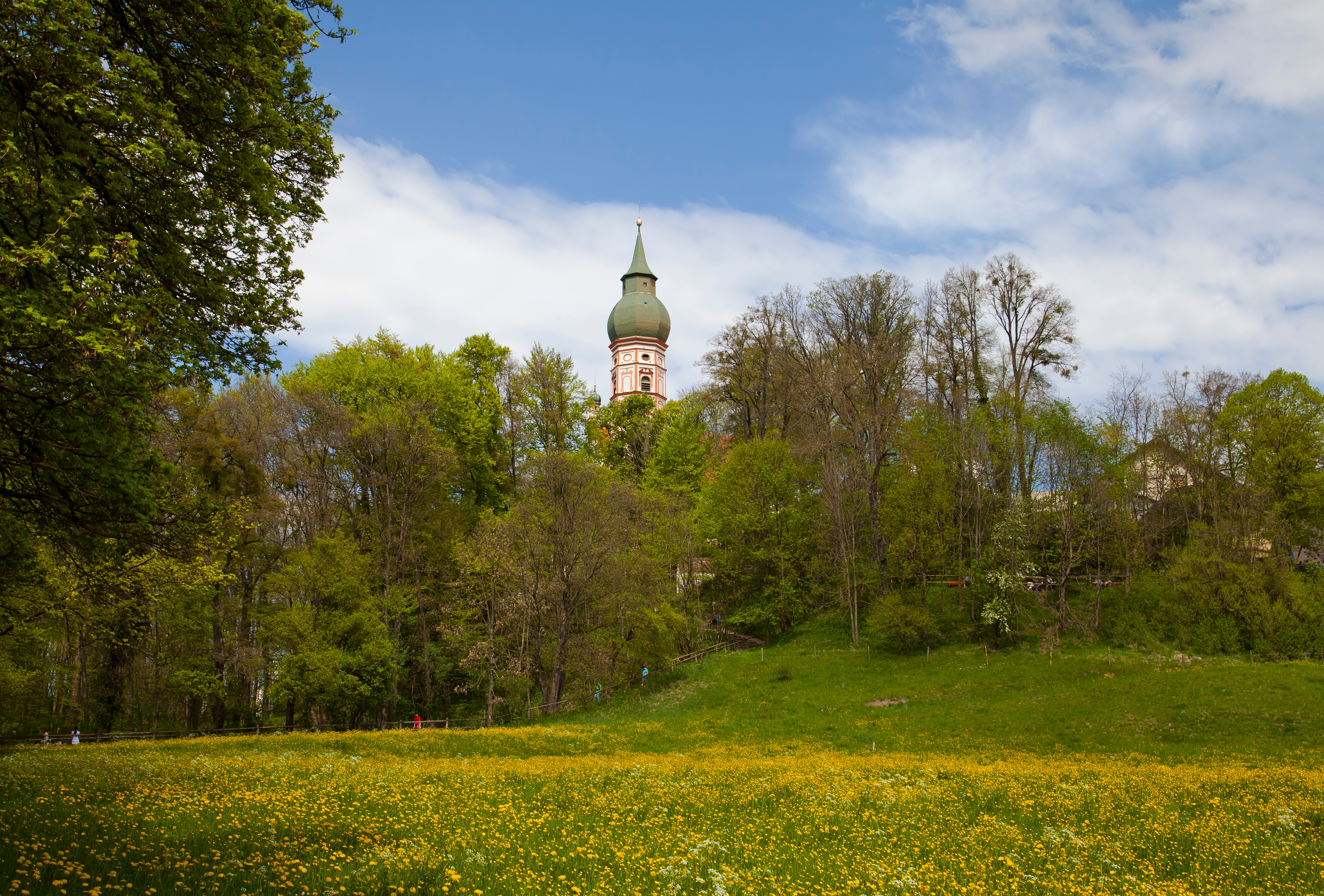
Vista general.